# Canchánchara

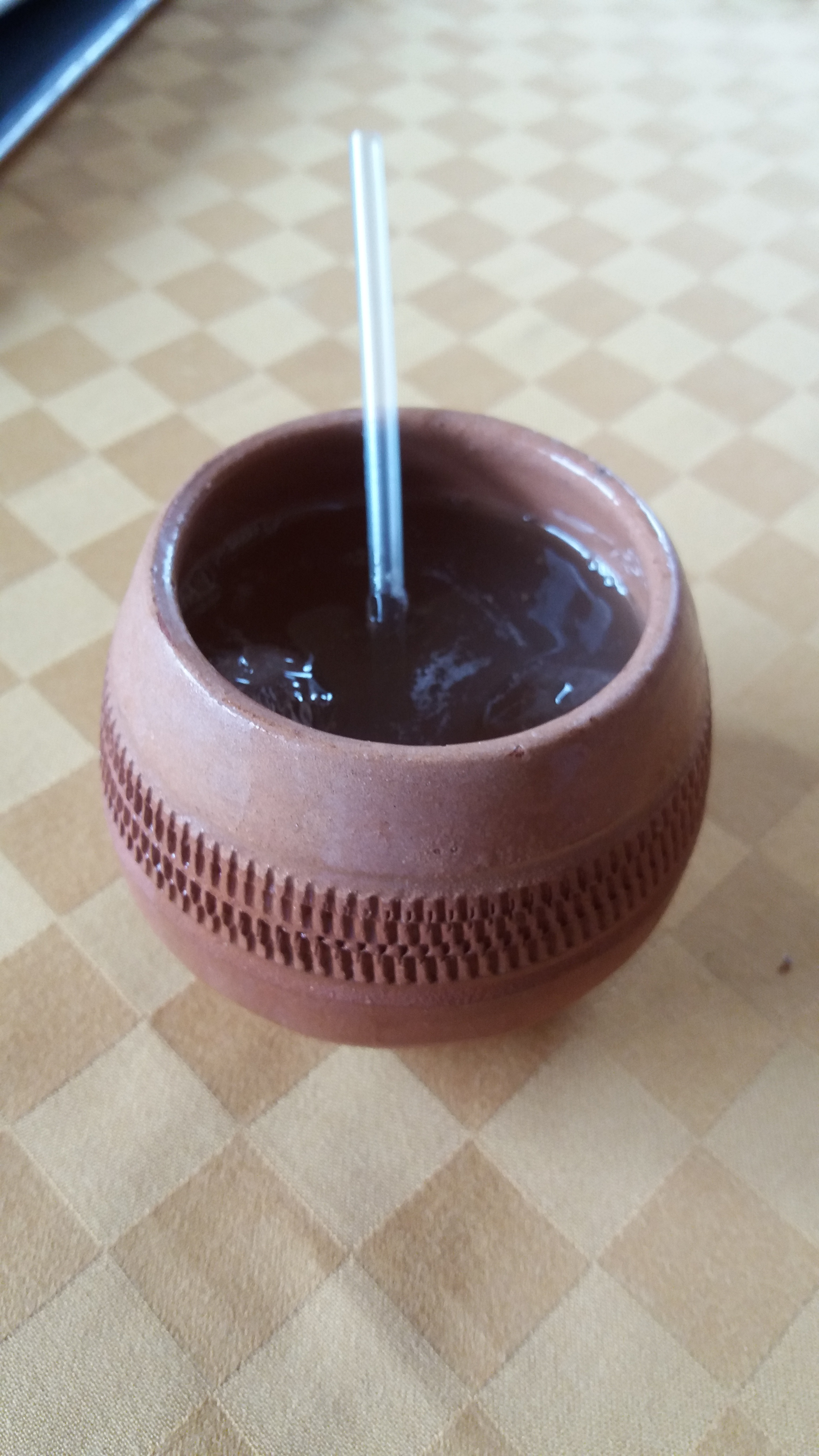
Canchanchara en un bar de Cuba

La canchánchara es un cóctel originario de Cuba. A pesar de que muchas personas creen que es originario de Trinidad (Cuba), fue inventado en la región oriental de la isla durante el periodo de guerras independentistas contra España.

## La Canchánchara: Café Concierto Cubano

### Introducción
Este proyecto se propone mostrar una tradición que se ha mantenido en Trinidad por muchos años. Se dice que La Canchánchara era una antigua bebida que preparaban los mambises, donde se mezclaba aguardiente con miel y cualquier cítrico que tuvieran a mano. Se tomaba caliente como un trago nutritivo y tonificante. Servía para soportar el frío en la manigua y contrarrestar, en alguna medida, las consecuencias de las cargas al machete. La mezcla de sus fuertes ingredientes, les permitía calentar el pecho y protegerse de diversas afecciones respiratorias.
A principios de 1980, al restaurar una de las zonas del casco histórico de Trinidad, un equipo de trabajo del Museo de Arquitectura de la ciudad, encabezado por Teresita Angelbello, Víctor Echenagusía y Luís Blanco, realizó un proyecto para rescatar La Canchánchara, como un trago que sobrevivió gracias a la tradición oral. El equipo restauró una antigua casa trinitaria y diseñó toda la vajilla, de la cual sólo ha perdurado una taza de barro que simula la jícara, vasija donde se supone los mambises bebían La Canchánchara. Actualmente el lugar, aunque ha perdido algunos de sus encantos iniciales, es uno de los más visitados por el turismo internacional.
La Canchánchara ha sufrido la variación del hielo para enfriar el trago. Ahora, sus ingredientes fijos son: miel, limón, aguardiente, hielo y agua. Este trago se ha convertido en un símbolo de la añeja villa, Patrimonio de La Humanidad.

## Preparación

### Ingredientes
- aguardiente
- miel
- jugo de limón
- hielo

### Instrucciones
1. Mezcle bien en un vaso la miel y el jugo de limón
2. Añada el aguardiente y el hielo
3. Revuelva